# Münchwilen (Turgòvia)
Münchwilen és un municipi del cantó de Turgòvia (Suïssa), cap del districte de Münchwilen.
Münchwilen té una àrea de 7,79 kilometers quadrats dels quals el 66.6% son destinats per l'agricultura, el 10% és zona forestal i el 23,1% està ocupat per edificis o carreteres, la resta (0,01 km² son rius o llacs.
Münchwilen tenia una població el 2015 de 5.270 habitants. El 2008, un 17,7% de la població era estrangera. La majoria de la població (2000) parla alemany (86,8%), sent l'italià la segona llengua més comuna (4,3%) i el turc la tercera (2,1%).
La Capella de St. Margarethen fou declarada com a be cultural Suís d'importància nacional.

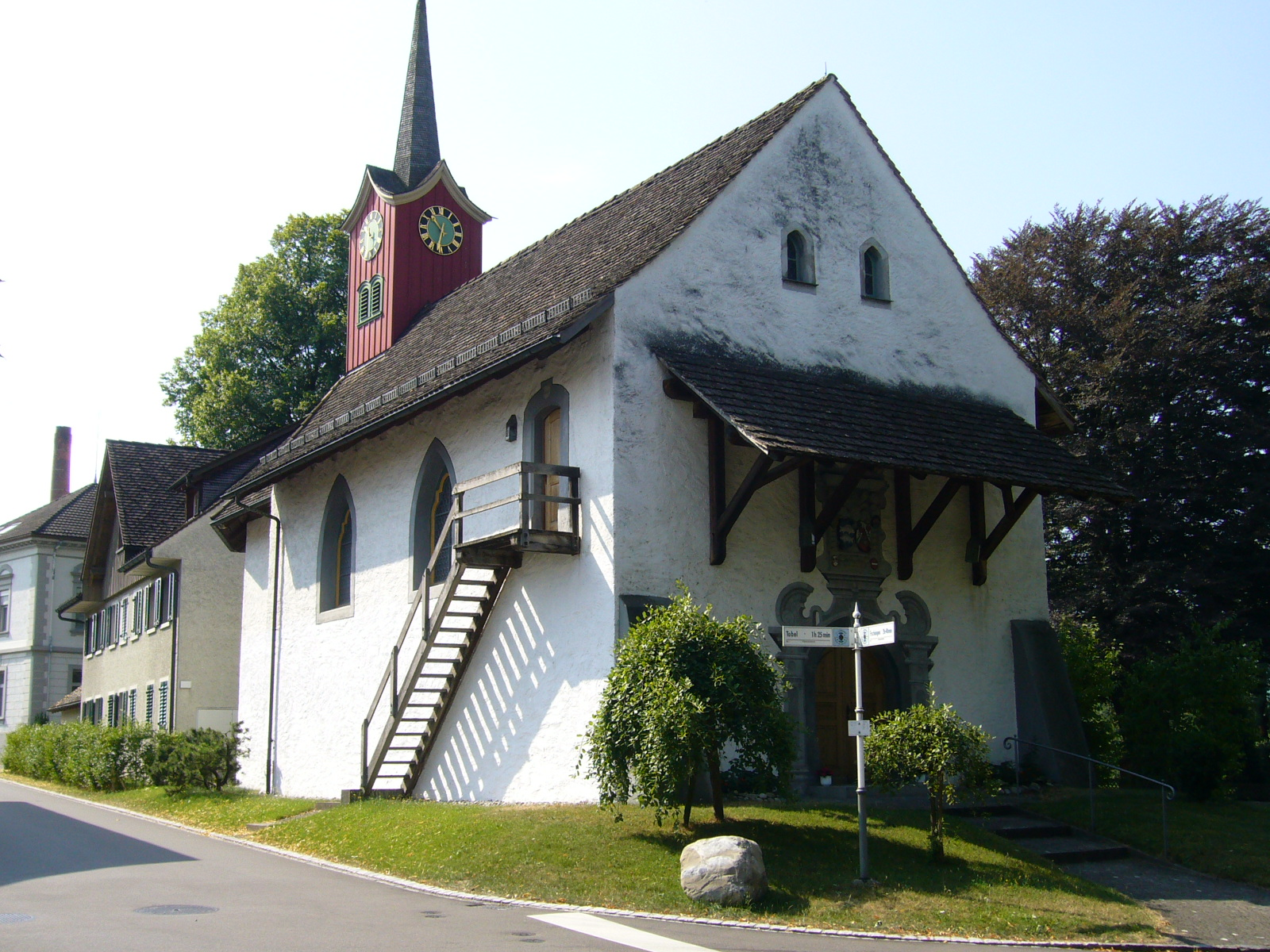
Capella de St. Margareten
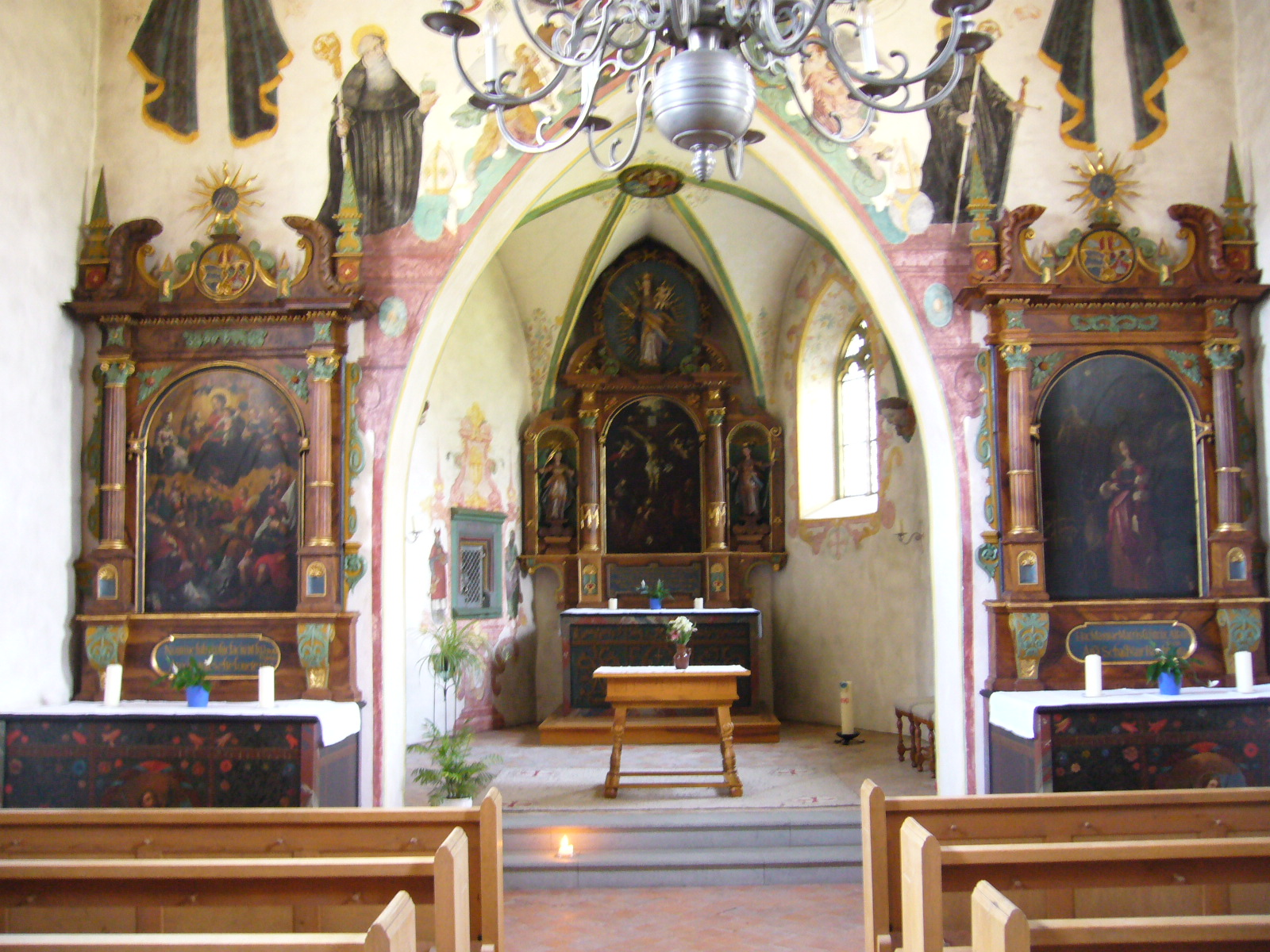
Interior de la capella